# Grand Prix Hassan II 2018
Il Grand Prix Hassan II 2018 è stato un torneo di tennis giocato sulla terra rossa. È stata la 34ª edizione del Grand Prix Hassan II, che fa parte della categoria ATP Tour 250 nell'ambito dell'ATP World Tour 2018. Si è giocato presso il Royal Tennis Club de Marrakech di Marrakech, in Marocco, dal 9 al 15 aprile 2018.

## Partecipanti

### Teste di serie
| Nazionalità | Giocatore             | Ranking* | Testa di serie |
| ----------- | --------------------- | -------- | -------------- |
| Spagna      | Albert Ramos Viñolas  | 23       | 1              |
| Regno Unito | Kyle Edmund           | 26       | 2              |
| Germania    | Philipp Kohlschreiber | 34       | 3              |
| Francia     | Richard Gasquet       | 38       | 4              |
| Paesi Bassi | Robin Haase           | 44       | 5              |
| Francia     | Benoît Paire          | 47       | 6              |
| Ucraina     | Aleksandr Dolhopolov  | 53       | 7              |
| Germania    | Miša Zverev           | 55       | 8              |

* Ranking al 2 aprile 2018.

### Altri partecipanti
I seguenti giocatori hanno ricevuto una wild card per il tabellone principale:
- Amine Ahouda
- Malek Jaziri
- Lamine Ouahab

Il seguente giocatore è entrato in tabellone con il ranking protetto:
- Pablo Andújar

I seguenti giocatori sono entrati nel tabellone principale passando dalle qualificazioni:

- Pedro Martínez
- Aleksej Vatutin
- Calvin Hemery
- Andrea Arnaboldi

Il seguente giocatore è entrato in tabellone come lucky loser:
- Il'ja Ivaška

### Ritiri
Prima del torneo
- Borna Ćorić → sostituito da  Pablo Andújar
- Federico Delbonis → sostituito da  Radu Albot
- Damir Džumhur → sostituito da  Nikoloz Basilašvili
- Filip Krajinović → sostituito da  Roberto Carballés Baena
- Gaël Monfils → sostituito da  Matteo Berrettini
- Viktor Troicki → sostituito da  Il'ja Ivaška

Durante il torneo
- Jiří Veselý

## Punti e montepremi
| Torneo    | Torneo              | V      | F      | SF     | QF     | 2T    | 1T    | Q  | Q2    | Q1    |
| Singolare | Punti               | 250    | 150    | 90     | 45     | 20    | 0     | 12 | 6     | 0     |
| Singolare | Premi in denaro (€) | 85.000 | 44.770 | 24.250 | 13.815 | 8.140 | 4.825 | –  | 2.170 | 1.085 |
| Doppio    | Punti               | 250    | 150    | 90     | 45     | 0     | –     | –  | –     | –     |
| Doppio    | Premi in denaro (€) | 27.220 | 14.310 | 7.750  | 4.440  | 2.600 | –     | –  | –     | –     |

## Campioni

### Singolare maschile
Pablo Andújar ha battuto in finale  Kyle Edmund con il punteggio di 6-2, 6-2.
- È il quarto titolo in carriera per Andújar, il primo della stagione.

### Doppio maschile
Nikola Mektić /  Alexander Peya hanno battuto  Benoît Paire /  Édouard Roger-Vasselin con il punteggio di 7-5, 3-6, [10-7].